# Кропивницкая, Александра Марковна
Алекса́ндра Ма́рковна Кропивни́цкая (по мужу — Миха́йлова; 1 июня (20 мая) 1888, Елисаветград, Херсонская губерния, Российская империя  — 20 апреля 1969, Петродворец, РСФСР, СССР) — советская оперная и камерная певица (сопрано).

## Биография
Дочь украинского театрального деятеля М. Л. Кропивницкого. С детских лет участвовала в домашних спектаклях, училась игре на фортепиано. В 1901—1905 училась в Харьковской гимназии и одновременно брала уроки игры на фортепиано у профессора А. Бенша. Драматическому искусству училась у отца.
В 1905 впервые выступила на публичном концерте. В том же году отправилась на учёбу в Париж, ученица Р. Карона (пение) и профессора Тальберга (фортепиано). В 1907—1910 — на императорских драматических курсах в Санкт-Петербурге (класс В. Давыдова и В. Петрова). С 1909 брала уроки пения сначала у С. Гладкой, затем у А. Томской. В 1912—1913 обучалась в Италии в Римской консерватории у А. Котоньи.
В 1913—1914 — солистка римского театра «Констанца», в 1915—1916 — Театра музыкальной драмы и Народного дома в Петрограде. После октябрьской революции 1917 участвовала в концертах для рабочих, исполняла народные и революционные песни. В 1918 гастролировала по Украине, в частности, пела в Харькове.
В годы Гражданской войны выступала с гастролями в южных городах России.
В 1920—1922 — солистка Ростовской оперы, в 1922—1923 — Харьковского оперного театра. Впоследствии пела на оперных сценах Поволжья, Урала, Сибири, Дальнего Востока. В Ленинград вернулась в 1925 году, выступала в «Таврическом саде», в оперетте.
С 1929 — солистка Народного дома в Ленинграде. В 1930-х годах преподавала пение в Ленинградском театре музыкальной комедии, давала частные уроки и выступала с концертами.
Владела голосом большой силы и красоты тембра широкого диапазона (две октавы), вокальным мастерством.

## Избранные оперные партии
- Татьяна, Лиза, Мария («Евгений Онегин», «Пиковая дама», «Мазепа» П. И. Чайковского),
- Купава («Снегурочка» Н. А. Римского-Корсакова),
- Тамара («Демон» А. Г. Рубинштейна),
- Аида («Аида» Дж. Верди),
- Рахиль («Жидовка» Ф. Галеви),
- Маргарита («Фауст» Ш. Гуно),
- Тоска («Тоска» Дж. Пуччини),
- Недда («Паяцы» Р. Леонкавалло),
- Мерседес («Кармен» Ж. Бизе).

Как камерная певица исполняла в Италии сольные партии в ораториях «Жанна д’Арк» П. Паре и «Дочь Иеффая» Дж. Кариссими, в Четвертой симфонии Г. Малера и Девятой симфонии Бетховена. Выступала под руководством дирижёров В. Менгельберга, А. Пазовского и др.
Активно пропагандировала украинскую музыку, в частности, исполняла произведения украинских композиторов (Н. Лысенко, К. Стеценко, Я. Степового) и народные песни.
Была замужем за актером оперетты М. Михайловым. В годы Великой Отечественной войны пережила с ним блокаду Ленинграда.
После войны занималась преимущественно педагогической деятельностью.
Похоронена на Серафимовском кладбище Санкт-Петербурга.